# Dons (Sänger)
Dons (bürgerlich Artūrs Šingirejs; * 10. April 1984 in Brocēni, Lettische SSR, Sowjetunion) ist ein lettischer Singer-Songwriter. Er ist einer der bekanntesten Sänger Lettlands. Internationale Bekanntheit erreichte er durch seinen Sieg bei Supernova 2024, wodurch er Lettland beim Eurovision Song Contest 2024 vertrat.

## Karriere
Šingirejs wurde in Brocēni als Sohn eines Belarussen und einer Lettin geboren. Er besuchte Saldus mākslas skola mit Schwerpunkt Klavier. Seinen ersten Auftritt als Künstler hatte er im Alter von 16 Jahren. Diesen ersten Auftritt an seiner Schule beschrieb er später als Initialzündung für seine künstlerische Karriere Gesang und Gitarre brachte er sich im Selbststudium bei.

### Erste Schritte in der Musikszene
Erste Bekanntheit in Lettland erreichte Dons durch den Sieg bei der Realityshow Talantu Fabrika im Jahr 2003. Als Preis erhielt er eine Stelle als Radiomoderator bei dem Sender Radio SWH Rock. Er bezeichnete diese Arbeit später als weitaus stressiger als jeder Bühnenauftritt. Ein Jahr später veröffentlichte er sein erstes Album, gemeinsam mit einer anderen Teilnehmerin der Realityshow. Das Album wurde ein großer Erfolg in Lettland und brachte ihm unter anderem Nominierungen für den lettischen Musikpreis ein. 2006 veröffentlichte Dons sein erstes Soloalbum, welches prompt erneut in diversen Kategorien beim lettischen Musikpreis nominiert wurde.
2007 zog Dons nach Los Angeles. In dieser Zeit trat er unter diversen Künstlernamen auf, wie beispielsweise Art Green oder Art Singer.

### Rückkehr nach Lettland, Erste Berührungspunkte mit dem Eurovision Song Contest
2008 veröffentlichte Dons sein erstes lettischsprachiges Album. 2010 trat er erstmals beim lettischen Vorentscheid zum Eurovision Song Contest an. Er belegte hinter Aisha den zweiten Platz. 2014 versuchte er erneut den lettischen Vorentscheid zu gewinnen und belegte erneut den zweiten Rang, dieses Mal hinter der Band Aarzemnieki.
Im selben Jahr gewann er für sein Album Varanasi die Auszeichnung Album des Jahres sowie Song des Jahres für sein Lied Tev Piedzims Bērns beim lettischen Musikpreis.
2015 und 2017 saß Dons jeweils in der Jury des lettischen Vorentscheids zum Eurovision Song Contest.

### Sieg beim lettischen Vorentscheid, Teilnahme am Eurovision Song Contest
Im Januar 2024 veröffentlichte Dons mit dem Lied Hollow erstmals seit 2013 wieder ein Lied in Englischer Sprache. Mit diesem nahm er an der Supernova 2024, dem lettischen Vorentscheid teil. Am 10. Februar gewann er das Finale mit mehr als 32.000 Stimmen Vorsprung auf den zweiten Platz. Im zweiten Halbfinale am 9. Mai 2024 konnte er sich für das Finale des Eurovision Song Contest qualifizieren. Dort belegte er den 16. Platz.

## Privates
Šingirejs war von 2009 bis 2013 mit seiner Duettpartnerin Linda Kalniņa verheiratet. Derzeit ist er in einer Beziehung mit dem Model Madara Mālmane.

## Diskografie

### Alben
- 2004: Viens otram (mit Lily)
- 2006: Lights On
- 2008: Lelle
- 2013: Signāls
- 2014: Varanasi
- 2015: Sibīrija
- 2016: Tepat
- 2018: Namiņš. Kaste. Vārdi
- 2020: Tūrists
- 2024: Laiks

### Singles
- 2018: Salauzta sirds (feat. Ozols)
- 2019: Ludzu vel neaizej
- 2023: Divatā
- 2023: Lauzto šķēpu karaļvalsts
- 2024: Hollow
- 2024: Sāp
- 2024: Bultiņa melnā

### Weitere Lieder
- 2003: Just For You
- 2003: Viss jau ir bijis
- 2004: Dzeltens klavesīns
- 2004: Ja es būtu vējš
- 2004: Once In My Lifetime
- 2004: Soul Inqisition
- 2005: Aizver dienu
- 2005: Good Morning My Love
- 2006: Just For You
- 2006: Lights Out
- 2006: Mr. Greene
- 2006: When Love Turns To Pain
- 2006: American Lovebite
- 2006: Vēl nav tik vēls
- 2007: Tukšums
- 2007: Kolekcionārs
- 2007: Ja Tu man esi
- 2008: Leila
- 2009: Mans eņģelis
- 2010: My Religion is Freedom
- 2012: Signāls
- 2013: Māsa upe
- 2013: Darling, Darling (Englische Version von Māsa upe)
- 2013: Par Zilo Kleitu
- 2014: Pēdējā vēstule
- 2014: Atblide
- 2014: Tev piedzims bērns
- 2014: Pāriet Bailes
- 2015: Medus Pods
- 2015: Pašā Ielas Galā
- 2015: Dieviņš
- 2015: Vilks
- 2016: Pastnieks
- 2016: Tepat
- 2017: Tev pieder rīts
- 2017: Zelta kamanas
- 2017: Pa ceļam
- 2017: Varenliels
- 2018: Namiņš
- 2019: Es nāktu mājās
- 2020: Ilgoties man nesanāk
- 2020: Tūrists
- 2020: Mans enģelis
- 2021: Piedošana (mit Prāta Vētra & Intars Busulis)
- 2021: Tas rakstīts debesīs (Piena ceļš)
- 2022: Tavs pieskāriens
- 2022: Brīnišķīga diena (mit Rolands Če)
- 2024: Dark